# Hékanakht (fils royal de Koush)
Pour les articles homonymes, voir Hékanakht.
Hékanakht a occupé la charge de fils royal de Koush de Ramsès II (XIXe dynastie), ce qui équivaut à la fonction de vice-roi de toutes les terres nubiennes et soudanaises que le roi contrôlait. Il succède à Iouny, qui assumait cette responsabilité depuis le règne du père du roi, Séthi Ier, et l'exerça jusqu'en l'an 26 du règne de Ramsès. 
À la tête d'un puissant corps d'armée, Hékanakht gérait pour le compte du palais l'exploitation des ressources du pays, garantissait le commerce dans cette partie de la vallée du Nil et veillait à réaliser les commandes royales, dont l'œuvre architecturale reste l'empreinte la plus visible. Il supervisa ainsi l'édification et la décoration des temples qui colonisèrent les rives du Nil de Ouaouat et du pays de Koush, tels Ouadi es-Seboua, Gerf Hussein, Derr et bien sûr l'ensemble des temples d'Abou Simbel.
Hékanakht y fit graver une stèle qu'il dédia à son souverain aux pieds des statues colossales qui ornent l'entrée du grand temple. La scène est dominée par un tableau représentant Ramsès II suivi de sa fille aimée Mérytamon, consacrant des offrandes aux dieux Amon, Ramsès - c'est-à-dire lui-même divinisé - et Rê. Au registre inférieur, le vice-roi figuré en adorant lève ses mains en hommage à la mère de Mérytamon, la reine Néfertari représentée assise devant une table d'offrande garnie d'un bœuf sacrifié. 